# Liecker Mühle
Die Liecker Mühle war eine Wassermühle an der Jungen Wurm in der Stadt Heinsberg im nordrhein-westfälischen Kreis Heinsberg im Regierungsbezirk Köln.

## Geographie
Die Liecker Mühle hatte ihren Standort an der Sibertstraße, im Heinsberger Stadtteil Dremmen. Das Grundstück, auf dem das Mühlengebäude stand, hatte eine Höhe von ca. 46 m über NN. Oberhalb stand die Talmühle, unterhalb war der Standort der Schafhausener Ölmühle.

## Gewässer
Die Junge Wurm war ein weitestgehend parallel zur Wurm verlaufendes Gewässer. Die Abzweigstelle von der Wurm befand sich im Geilenkirchener Stadtteil Nirm auf einer Höhe von 54 m über NHN. Von dort floss die Junge Wurm in nordnordwestlicher Richtung durch die Ortsgebiete von Randerath, Horst, Porselen, Dremmen, Grebben, Heinsberg und Kempen, wo sie in nordöstlicher Richtung in die Rur mündet. Westlich von Kempen spaltet sich aus der Jungen Wurm an einem Teilungswehr ein „Mühlenbach“ genannter Abzweig ab, der entlang des Ortes Karken fließt und vor der Wolfhager Mühle sich mit dem Schaafbach vereinigt. Wenige Kilometer später mündet dieses Gewässer nach der Überquerung der deutsch-niederländischen Grenze südlich von Vlodrop auf einer Höhe von 29 m über NHN ebenfalls in die Rur. In den 1940er-Jahren wurde die Junge Wurm im südlichen Verlauf verfüllt und im nördlichen Bereich begradigt und verlegt, was die endgültige Stilllegung der meisten der rund 15 Mühlen entlang des Mühlenkanals zur Folge hatte.

## Geschichte
Dremmen gehörte zu den Orten, die im Bannbezirk der Horster Mühle lag. Die Aufhebung des Mühlenzwangs erfolgte in der Franzosenzeit und so entstand in Dremmen erst 1808 die Liecker Mühle. Wegen ihres Standortes am Driesch wurde sie auch Driescher Mühle, oder nach ihrem Inhaber Heitzer Mühle genannt. Da die Mühle nur rund 700 m von der Talmühle entfernt stand, wurden Streitigkeiten über die Staurechte häufig vor Gericht ausgetragen. Erst 1829 wurde der Streit der Müller durch Einigung beendet. Die Mühle verrichtete ihren Dienst noch bis 1930, dann wurde sie im Rahmen der Wurmverfüllung stillgelegt und diente als Wohnhaus. 1999 wurde das Gebäude niedergelegt und ist einem Neubau gewichen. Der Straßenname Driescher Mühle und ein Mühlstein mit einer Gedenktafel erinnern an die alte Zeit.

## Galerie

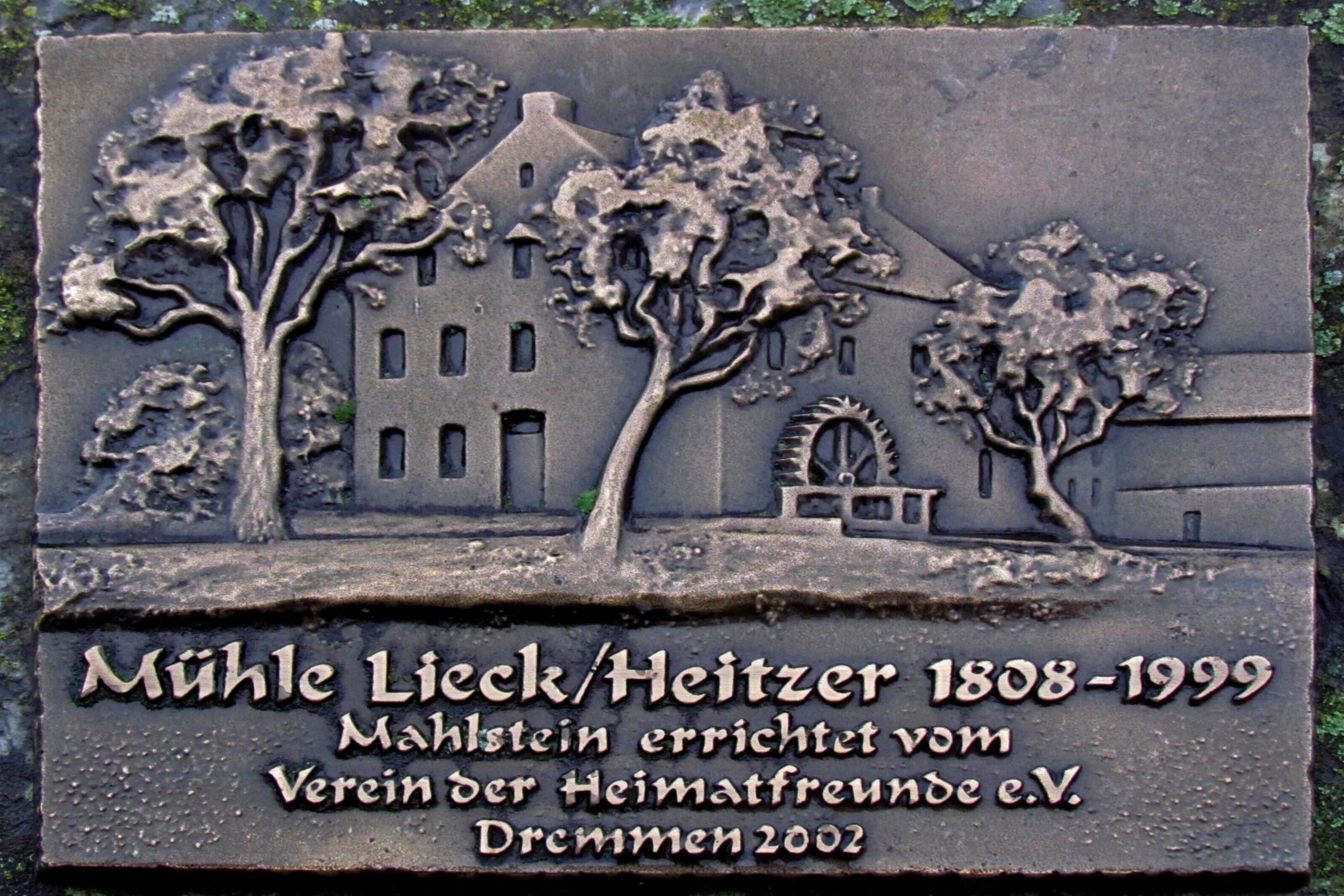
Infotafel zur Liecker Mühle in Dremmen
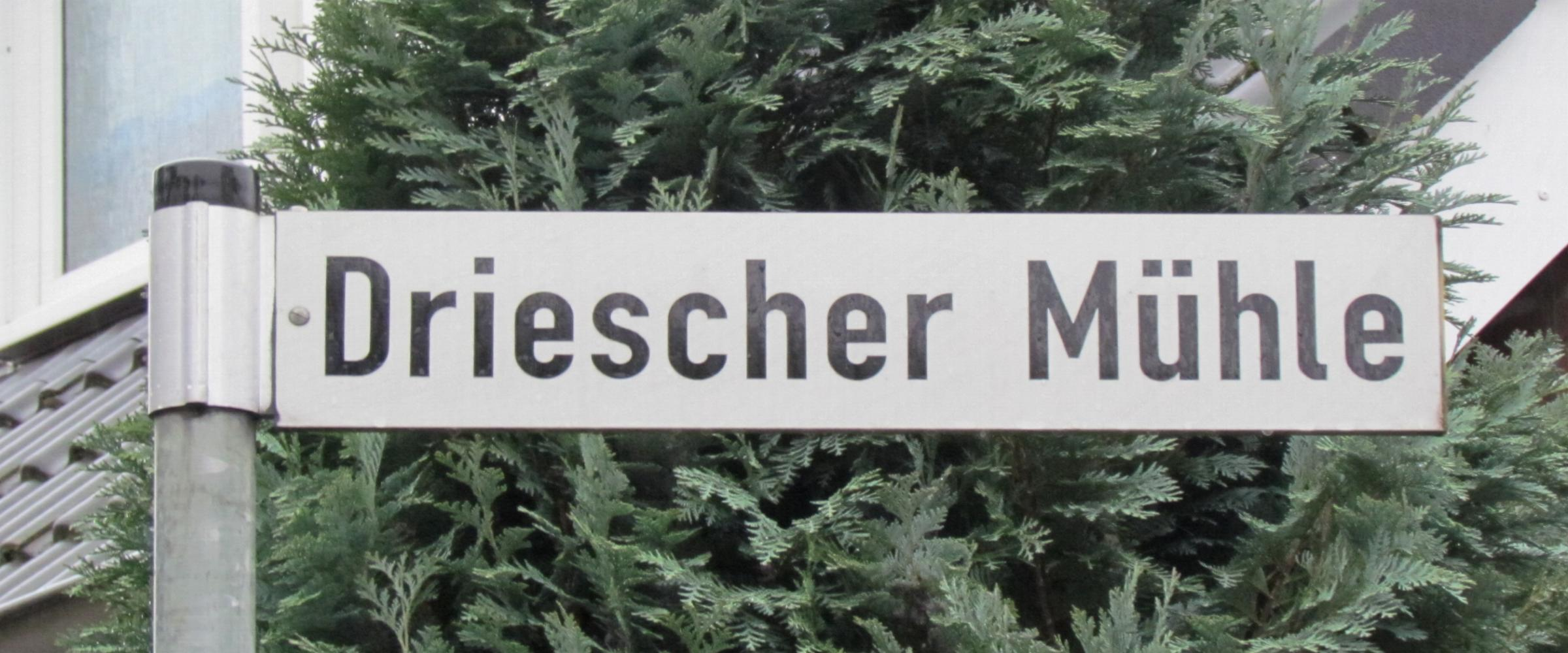
Straßenschild Driescher Mühle in Dremmen
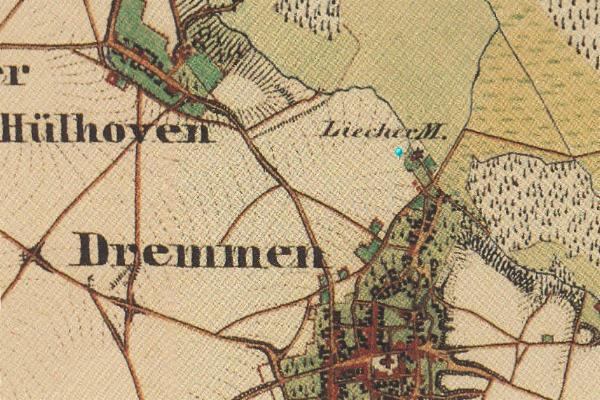
Liecker Mühle auf der Uraufnahme von 1843
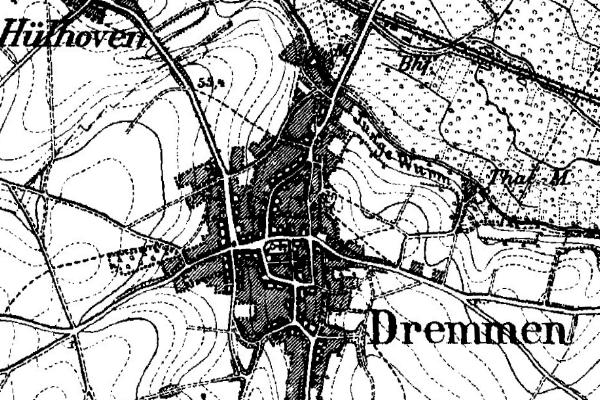
Liecker Mühle auf der Neuaufnahme von 1893
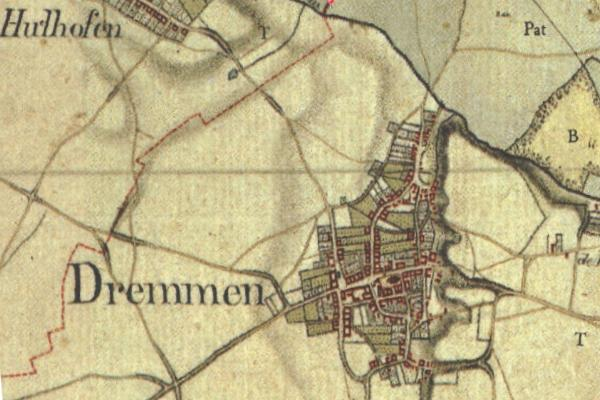
Dremmen auf der Tranchotkarte 1806/1807

→ Siehe auch Liste von Mühlen an der Wurm und ihren Zuflüssen